# Kirsten Hanssen
Kirsten Hanssen is een Amerikaans triatlete. Ze werd in 1988 en 1989 derde op de Ironman Hawaï. 

## Uitslagen
- 1988:  Ironman Hawaï - 9:37.25
- 1989:  St. Croix 1/2 Ironman
- 1989:  Ironman Hawaï - 9:24.31
- 1989:  St. Croix 1/2 Ironman
- 1990: 6e Ironman Hawaï - 10:08.02